# 司瑟星
司瑟星（33 Polyhymnia）是一颗太阳系主小行星带中的一颗小行星，由法国天文学家让·沙科纳克于1854年10月28日发现，并以希腊神话中的圣歌缪斯波吕许谟尼亚命名。该小行星的轨道具有较高的偏心率，最小轨道交会距离为0.91天文单位，视星等最高可达10等。司瑟星的轨道与木星呈22:9的平均运动共振状态，且其自转周期约为18.608小时。但对其的密度研究却地出不切实际的结论。

## 发现和命名
司瑟星由法国天文学家让·沙科纳克在1854年10月28日发现，并以希腊神话中圣歌缪斯之一的波吕许谟尼亚的名字命名。

## 物理特性

### 自转周期和自转轴
2008年，新墨西哥州拉斯克鲁塞斯的奥根梅萨天文台对司瑟星进行光度观测，得出的光变曲线周期为18.609 ± 0.002小时，亮度变化为0.15 ± 0.02星等。该结果与1980年进行的一项研究一致。2011年，研究人员通过额外的观测重新检验了这些结果，得出了修正的估计值为18.608 ± 0.001小时，亮度变化0.18 ± 0.02星等。2020年，对2008年至2019年司瑟星光度数据的分析，确定了更精确的自转周期为18.60888±0.00029 小时。同时，还确定了司瑟星的两个可能的北极方向，两个解都表明相对于黄道的轴倾角为151–155°（黄纬–61°至–65°）。

### 轨道
由于偏心率较高（0.338），司瑟星可以接近地球（最小轨道交叉距离为0.91天文单位），其天空视星等可达到10级。司瑟星的轨道与木星处于22:9的平均运动共振状态。计算得出的这颗小行星的李雅普诺夫时间为10,000年，表明它处于一个混沌轨道，并且由于行星的引力摄动，其轨道会随时间随机变化。从1854年到1969年间对司瑟星位置的测量用于确定木星对其的引力影响，得出木星相对于太阳的反质量比为1,047.341 ± 0.011。

### 成分
1995年和2002年进行的可见光光谱分析表明，司瑟星是一颗S-型小行星，这意味着它主要由岩质硅酸盐组成。 具体来说，司瑟星的光谱在0.67微米波长处表现出一个吸收带，这表明其表面有橄榄石和辉石，类似于Q-型小行星（pp. 155, 164–165）。由于司瑟星同时具备S-型和Q-型小行星的特征，因此根据SMASS分类法，它被进一步归类为Sq型小行星（pp. 155, 164–165）。1985年，射电望远镜曾利用雷达对司瑟星进行了研究。

## 质量和密度的研究
伯努瓦·卡里（Benoît Carry）在2012年的一项研究中，基于司瑟星对其他太阳系天体的引力影响估计其质量为(6.20±0.74)×1018 千克。然而，考虑到司瑟星的直径为54 km（34 mi），这一质量意味着其密度高达75.28±9.71 克/立方厘米。如此高的密度是不现实的，因此卡里认为司瑟星的质量和密度估计不可靠。卡里的研究中还测量了其他几颗与司瑟星直径相似的小行星的密度，结果这些小行星也被发现有着极高的密度。由于司瑟星体积较小，其对其他天体的引力影响极难探测，可能导致质量和密度估计值极为不准确。例如，直径68 km（42 mi）的小行星675在卡里的研究中，最初测量的密度为73.99±15.05 克/立方厘米，但2019年改进的轨道计算表明，其实际密度要低得多，仅为3.99±1.94 克/立方厘米。
自卡里的研究以来，还没有其他经过同行评审的研究尝试确定司瑟星的质量和密度。然而在2023年，研究员范丽对司瑟星与其他小行星的近距离接触进行了初步分析，并确定了较低的质量，为(1.03±0.40)×1018 千克。根据司瑟星的直径，这一质量估计表明密度为7.5±3.6 克/立方厘米或12.4 克/立方厘米，基于掩星观测得出的直径为64 ± 6 km（39.8 ± 3.7 mi），基于红外测得出的直径54 km（34 mi）。
2023年，研究人员埃文·拉福吉（Evan LaForge）、威尔·普莱斯（Will Price）和约翰·拉菲尔斯基（Johann Rafelski）推测，如果对司瑟星的极高密度推测是正确的，且超重元素能够足够稳定，那么司瑟星星可能由原子序数为164附近的高密度超重元素组成。然而，如上所述，司瑟星的密度很可能没有这么高。